# Esther Hoppe
Esther Hoppe (* 4. März 1978 in Zug) ist eine Schweizer Geigerin.

## Lebenslauf
Esther Hoppe begann im Alter von vier Jahren Geige zu spielen. Noch während des Besuchs der Kantonsschule Zug wurde sie Jungstudentin bei Thomas Füri an der Musikakademie Basel. Im Alter von 19 Jahren wurde sie vom renommierten Curtis Institute of Music in Philadelphia aufgenommen und blieb bis zum Abschluss (Artist Diploma) im Jahr 2000 in den USA. Ihre späteren Lehrer waren Yfrah Neaman (Guildhall School of Music and Drama London), 2001–2003, und Nora Chastain (Zürcher Hochschule der Künste), 2005–2007.
Schon früh gewann Esther Hoppe Preise an Jugendmusikwettbewerben in der Schweiz (1993, 1994, 1995). Nach weiteren Studienpreisen und Jugendförderpreisen gewann sie 2002 am 8. Internationalen Mozartwettbewerb in Salzburg den 1. Preis. Bald danach gründete sie das Tecchler Trio, mit dem sie internationale Erfolge feierte, verschiedene Wettbewerbe gewann (u. a. den 1. Preis am Internationalen Musikwettbewerb der ARD) und bis zu dessen Auflösung 2011 intensiv konzertierte.
Von 2009 bis 2013 war Esther Hoppe 1. Konzertmeisterin des renommierten Münchener Kammerorchesters.
Seit 2013 hat Esther Hoppe eine Violinprofessur am Mozarteum Salzburg. Daneben konzertiert sie als Solistin mit Orchestern wie z. B. Zürcher Kammerorchester, Kammerorchester Basel, Sinfonieorchester Basel, Münchener Kammerorchester, Symphonieorchester des Bayerischen Rundfunks, Salzburg Chamber Soloists, Orchestre Les Siècles.
Regelmässig wird Esther Hoppe an renommierte Festivals eingeladen, so war sie 2014 Gast bei den Ittinger Pfingstkonzerten, beim Kammermusikfest Lockenhaus, beim Musikfestival Ernen, beim Delft Chamber Music Festival sowie beim Menuhin Festival Gstaad.

## Diskografie (Auswahl)
- Johann Sebastian Bach: Sonatas & Partitas for solo violin (Claves, 2022)
- Mozart & Poulenc: Works for Violin and Piano (Claves, 2017)
- Mozart, Stravinsky: Works for Violin & Piano mit Alasdair Beatson (Claves, 2014)
- Mozarts Costa-Violine: W. A. Mozart und F. Schubert mit Florian Birsak (Stiftung Mozarteum Salzburg / belvedere edition, 2014)
- Wolfgang Amadeus Mozart: Music with Winds mit den Swiss Chamber Soloists (Genuin classics, 2014)
- Tobias PM Schneid: New Works mit Maximilian Hornung und Benjamin Engeli (Neos, 2013)